# Andraševec
Andraševec – wieś w Chorwacji, w żupanii krapińsko-zagorskiej, w mieście Oroslavje. W 2011 roku liczyła 859 mieszkańców.